# Castello Piccolomini (Morrea)
Il castello Piccolomini è un castello che si trova nel centro storico della frazione abruzzese di Morrea nel comune di San Vincenzo Valle Roveto (AQ).

## Storia

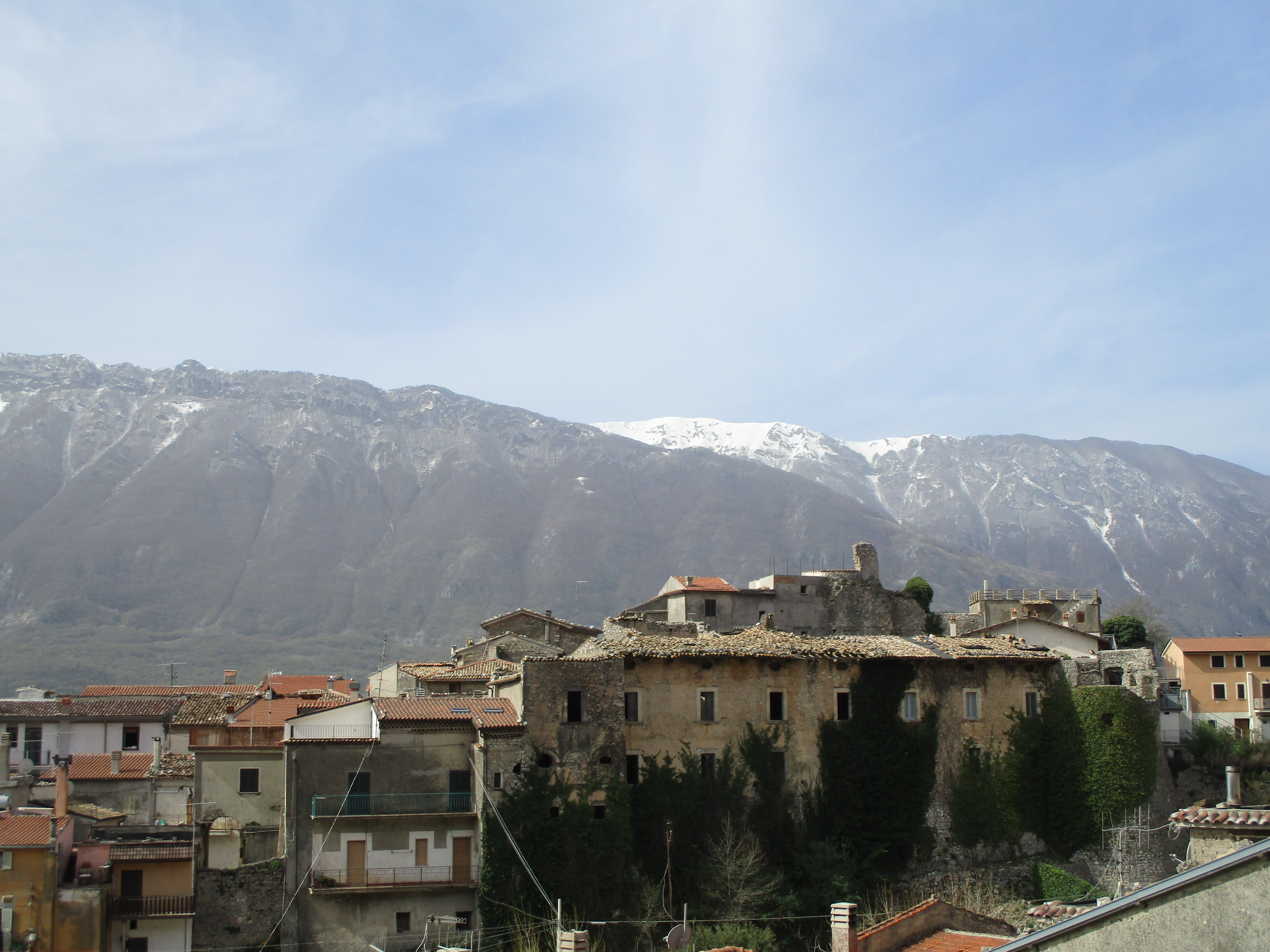
Veduta del castello

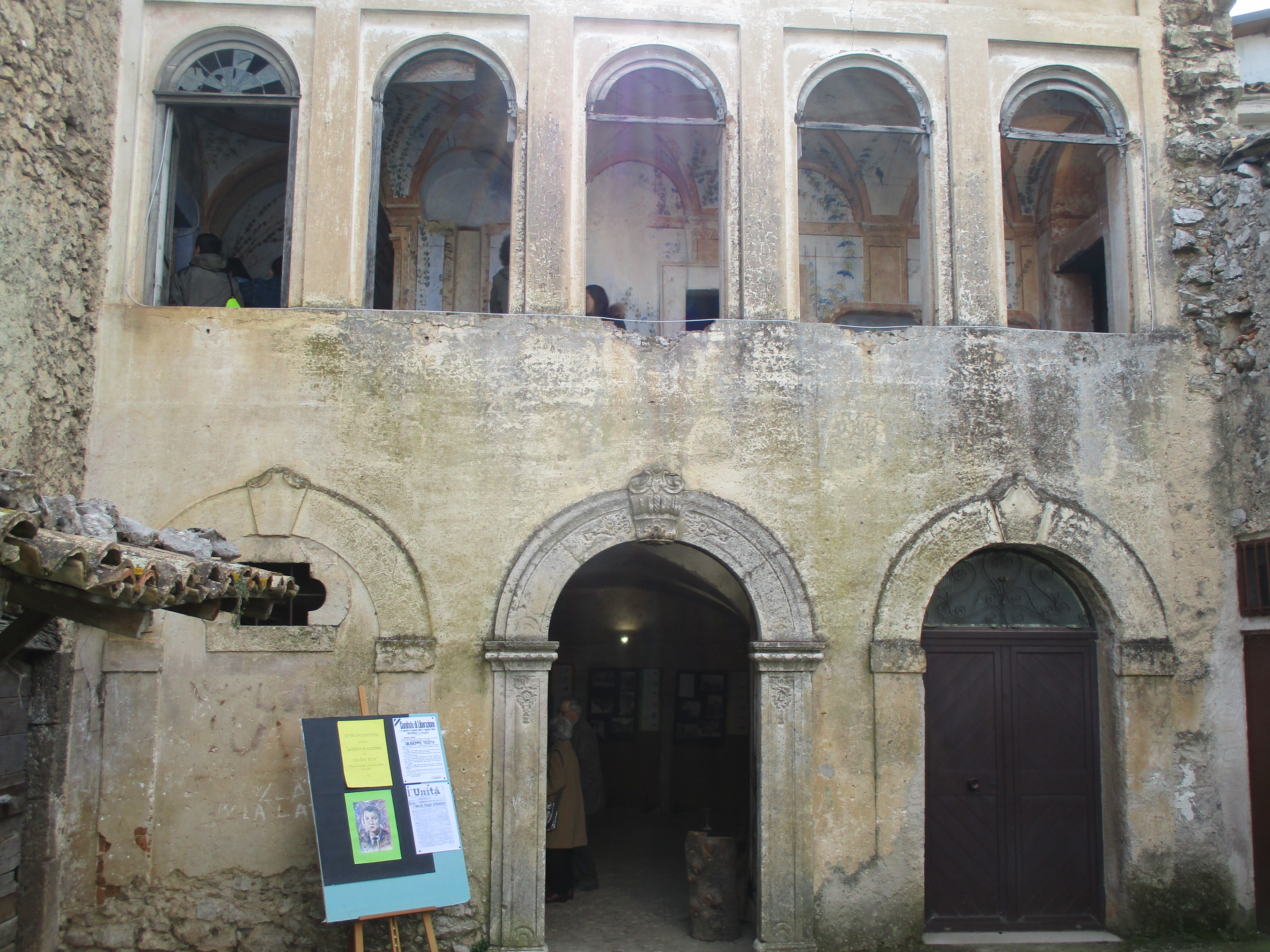
La loggetta

Il castello Piccolomini venne edificato con ogni probabilità sul finire del XV secolo sulla base di un preesistente castello-recinto già dotato di mura e torrette circolari, databile tra l'XI e il XII secolo. La struttura militare è stata adattata a rocca rinascimentale nella sua originaria posizione dominante rispetto all'area rovetana e al centro fortificato di epoca romana e medievale di Morrea. Posto in un punto strategico ha rappresentato un'efficace linea difensiva nell'ambito della contea di Celano insieme alla torre di Roccavivi e al castello di Balsorano, e successivamente nel corso del XV secolo si trova al centro degli scontri di potere tra le famiglie degli Orsini e dei Colonna.
Nel 1463 Morrea e il suo castello vengono stabilmente a far parte della baronia di Balsorano e in tale contesto rimangono  fino alla fine del feudalesimo nel 1806.
Con l'abolizione del feudalesimo le esigenze militari e di controllo del territorio della contea, in particolare il confine della valle Roveto con i territori della terra di Lavoro, la fortezza perse d'importanza strategica.
La struttura, in stile rinascimentale, tra il XIX e XX secolo veniva chiamata anche "castello de Caris", acquisendo il nome dell'ultima famiglia proprietaria imparentata con i Piccolomini.
La fortezza, già in stato di avanzata fase di decadimento, subì gravi danni in seguito al terremoto della Marsica del 1915 perdendo alcuni solai e una torre laterale.
Durante la seconda guerra mondiale un'ala del castello ospitò la sede operativa del distaccamento di Morrea della brigata partigiana "Patrioti della Marsica" (Banda Marsica) costituito dal sacerdote Savino Orsini e da alcuni cittadini del posto come Pietro Casalvieri, Ugo Gemmiti e Giuseppe Testa.

## Architettura
Il castello, a pianta rettangolare, presenta un ampio corpo centrale che ha le forme di un palazzo con beccatelli sul tetto. La struttura, composta di tre piani, presentava quattro torri circolari. Lateralmente, sulla via di Capo Castello, è posto il portale in pietra dell'ingresso principale, oltre il quale si accede alla piccola corte e alle volte semicircolari, anch'esse in pietra, che caratterizzano la struttura interna. La loggetta si apre oltre le volte semicircolari del terzo piano e presenta pareti finemente affrescate.